# Nothomyia fallax
Nothomyia fallax är en tvåvingeart som först beskrevs av Günther Enderlein 1921.  Nothomyia fallax ingår i släktet Nothomyia och familjen vapenflugor. Inga underarter finns listade i Catalogue of Life.